# Calamaria crassa
Calamaria crassa är en ormart som beskrevs av Lidth De Jeude 1922. Calamaria crassa ingår i släktet Calamaria och familjen snokar. IUCN kategoriserar arten globalt som otillräckligt studerad. Inga underarter finns listade.
Arten förekommer i en mindre region på västra Sumatra. Honor lägger ägg.